# OpenGL Architecture Review Board
OpenGL Architecture Review Board (ARB) — Наблюдательный совет за архитектурой OpenGL. Собрания ARB проходят ежеквартально, в них принимают участие производители аппаратного обеспечения с ускорением трехмерной графики. ARB поддерживает Спецификации OpenGL (документ OpenGL Specification) и поощряет использование стандарта OpenGL.
Основателями данного совета являются компании SGI (Silicon Graphics Inc.), Digital Equipment Corporation, IBM, Intel и Microsoft. 1 июля 1992 года была представлена версия 1.0 спецификации OpenGL. Позже в состав ARB вошли другие члены, многими из которых являются производители аппаратного обеспечения для ПК, и в настоящее время Совет собирается четыре раза в год, поддерживая и улучшая спецификацию и стимулируя развитие стандарта OpenGL.
Встречи открыты для общественности, и компании, не являющиеся членами Совета, могут участвовать в обсуждении и даже голосовать при опросах общественного мнения. Разрешение на присутствие должно быть оформлено заранее, поскольку собрания стараются сделать небольшими. Компании, не являющиеся членами Совета, вносят существенный вклад в спецификацию, участвуя в различных подкомитетах и выполняя серьёзную работу на аттестационных испытаниях изменений стандарта OpenGL.